# Усть-Чорнянская поселковая община
Усть-Чорнянская поселковая общи́на (укр. Усть-Чорнянська селищна громада) — территориальная община в Тячевском районе Закарпатской области Украины.
Административный центр — посёлок Усть-Чорна.
Население составляет 6 919 человек. Площадь — 648,9 км².

## Населённые пункты общины
- посёлок Усть-Чорна
- село Брустуры
- село Русская Мокрая
- село Немецкая Мокрая